# Lukácsháza
Lukácsháza é um município da Hungria, situado no condado de Vas. Tem 9,35 km² de área e sua população em 2015 foi estimada em 1.086 habitantes.